# ببر سومطري
الببر السومطري هو جُمهرة من ببر جزر السوندا في جزيرة سومطرة الإندونيسية. وهو الجُمهرة الوحيدة الناجية في جزر السوندا، حيث انقرضت الببور البالية والجاوية.
أَظهرت تحاليل أُجريت لسلاسل من الحمض النووي الكامل لأربع وثلاثون ببراً سنة 1997 نتائج تؤيد فرضية أن الببور السومطرية مختلفة وراثياً عن نويعات ببور البر الرئيسي الأخرى، مما قد يؤهِّلها لتصنف نوعاً منفصلاً عن باقي الببور. في سنة 2017، قامت فرقة عمل تصنيف السنوريَّات التابع لمجموعة اختصاصيي السنوريَّات بِمُراجعة تصنيفات السنوريَّات وأقرَّت بانتماء جُمهرات الببور الحية والمنقرضة في إندونيسيا إلى نويعة ببر جزر السوندا.

## التصنيف

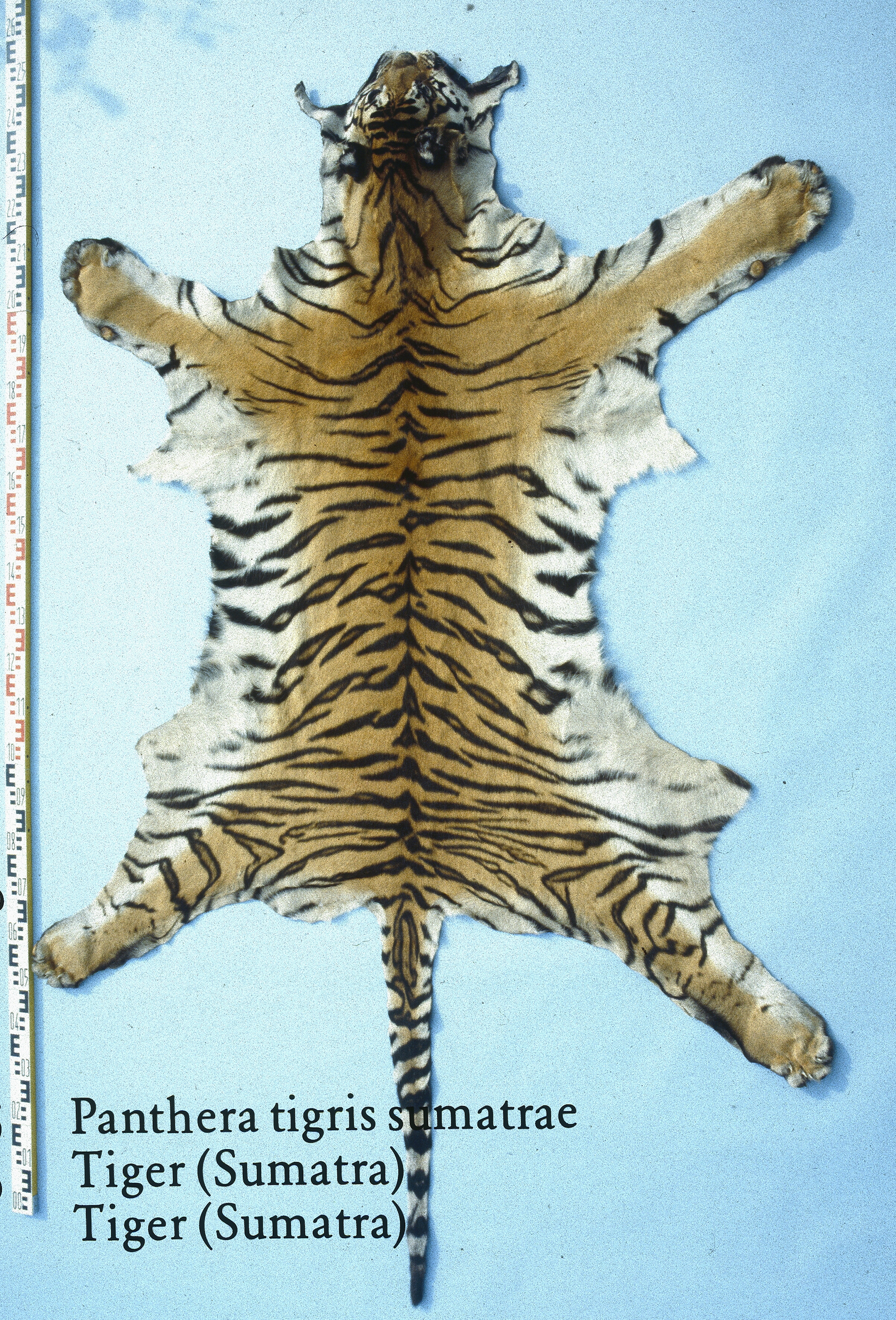
جلد ببر سومطري في مدرسة الفراء الفيدرالية (نقحرة: بُوْنْدِسْ پِيْلْتْسْفَاْخْشُوْلَهْ)

كان Felis tigris sondaicus هو الاسم العلمي الذي اقترحه كونراد جاكوب تمينك في عام 1844 لعينة ببرٍ من جاوة.
اُقْتُرِحَ Panthera tigris sumatrae بواسطة ريجنالد إنس بوكوك في عام 1929، والذي وصف جلد وجمجمة لعينة ببرٍ حيوانية من سومطرة.
لا يختلف نمط الجمجمة والفراء لعينات الببر من جاوة وسومطرة بشكل كبير.
لذاك يعتبر P. t. sondaica الاسم الصحيح لجمهرات الببر الحية والمنقرضة في إندونيسيا.

## النُشوء والتطوُّر
يتفق تحليل الحمض النووي الريبوزي منقوص الأوكسجين مع الفرضية القائلة بإن الببور السومطرية أصبحت معزولة عن جمهرات الببور الأخرى بعد الارتفاع في مستوى سطح البحر الذي حدث في العصر البليستوسيني إلى الهولوسيني منذ حوالي 12,000 إلى 6,000 سنة مضت. بالإتفاق مع هذا التاريخ التطوري، فإن الببر السومطري معزول وراثياً عن جميع ببور البر الرئيسي الحية، والتي تشكل مجموعة متميزة ترتبط ارتباطاً وثيقاً ببعضها البعض. يؤيد إنعزال الببر السومطري عن جمهرات ببور البر الرئيسي عبر العديد من الصفات الفريدة، بما في ذلك موقعين تشخيصيين لنوكليوتيدات الحمض النووي المُتَقَدَّرِيّ، وعشرة أنماط فردية من الحمض النووي المُتَقَدَّرِيّ و11 من أصل 108 أليلات التكرارات المترادفة القصيرة الفريدة. يشير التباين الوراثي المرتفع نسبياً والتمايز التطوري للببر السومطري إلى إن انسياب المورثات بين جمهرات الجزر والبر الرئيسي كان محدود للغاية.

## الوصف

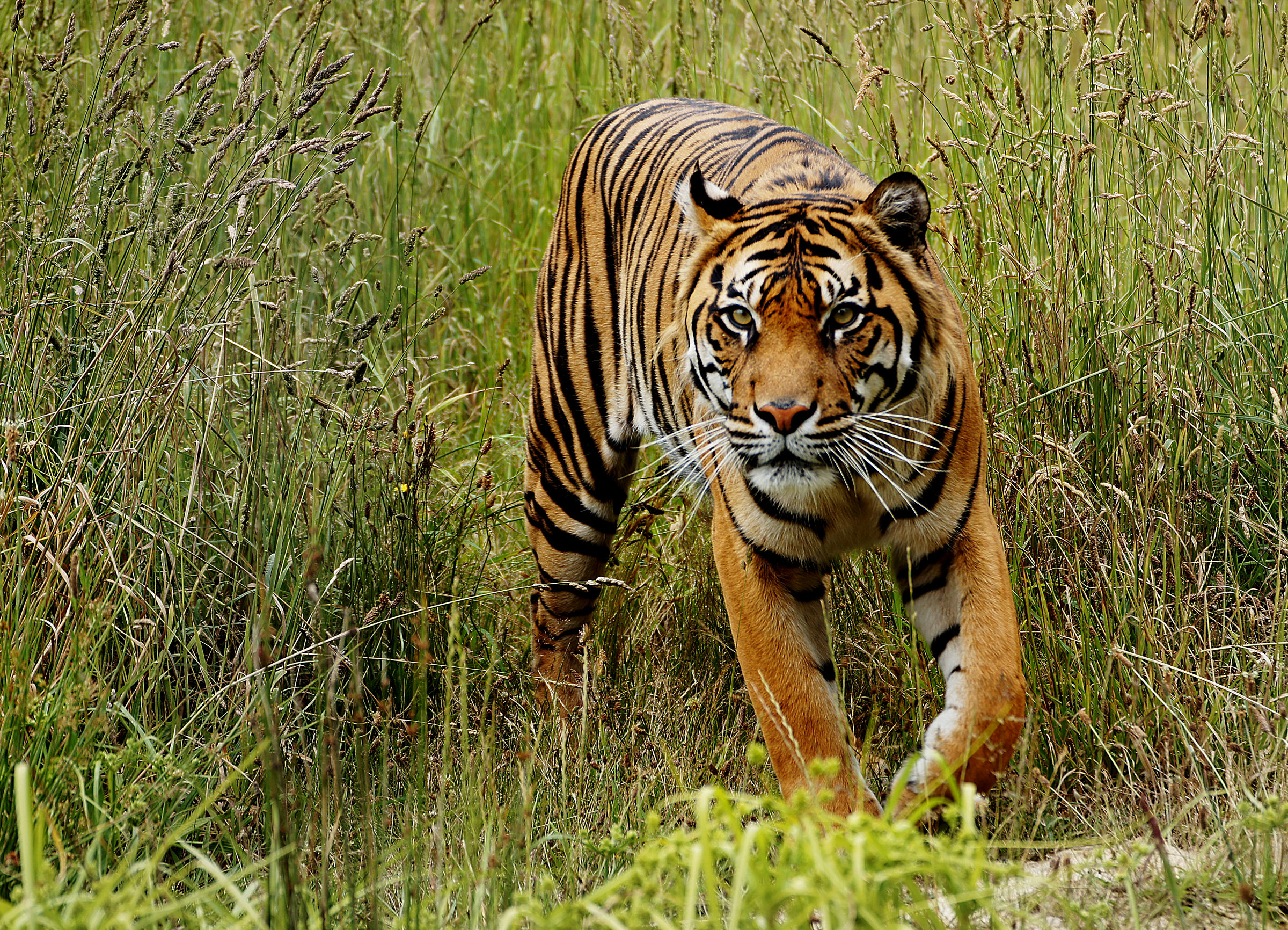
الببر السومطري

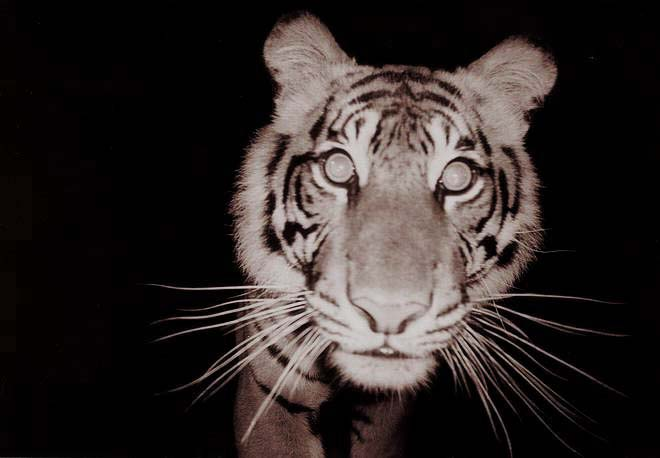
ببر سومطري بري صَورتهُ كاميرا فخية

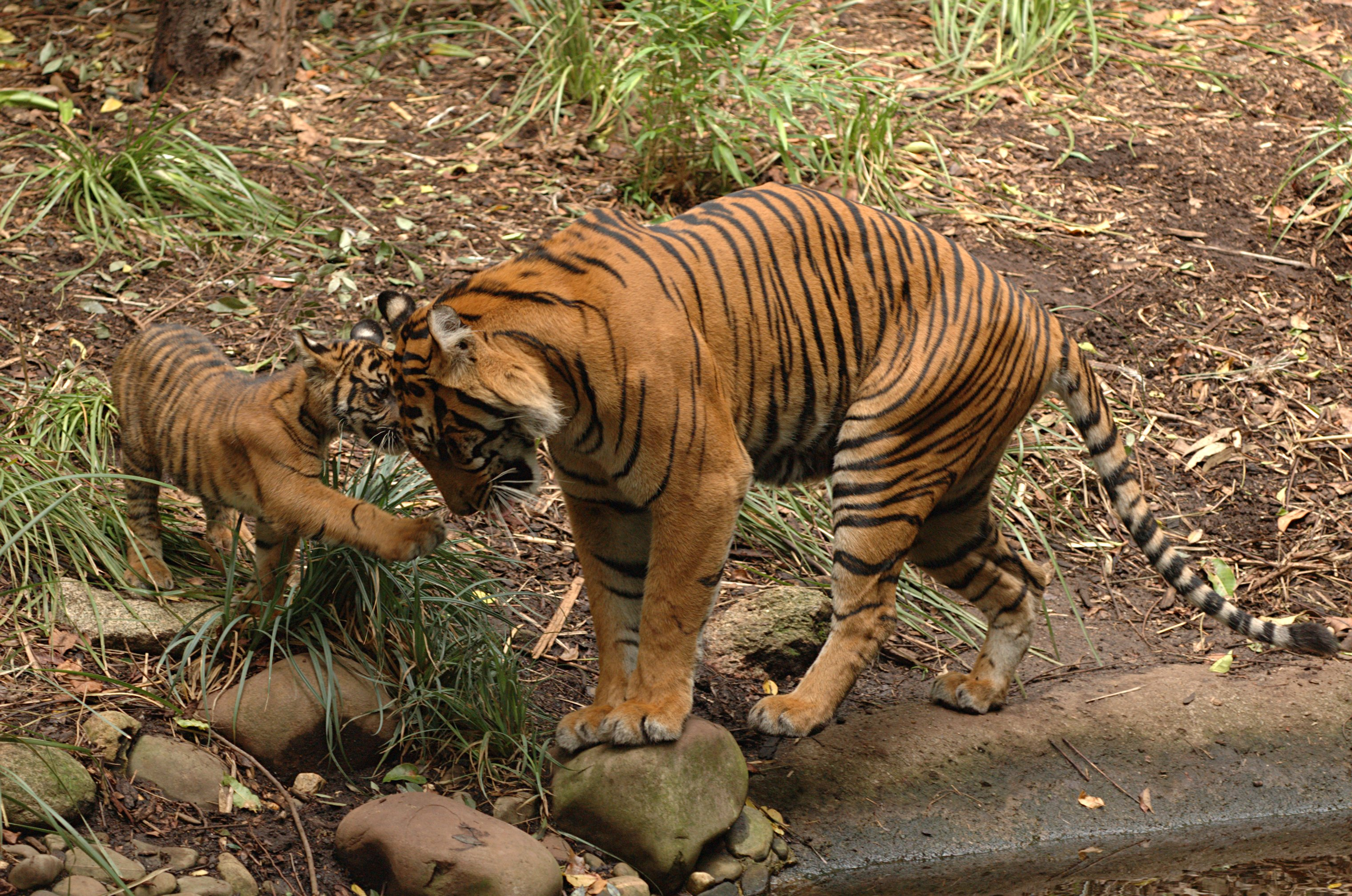
خيثمة سومطرية مع شبلها

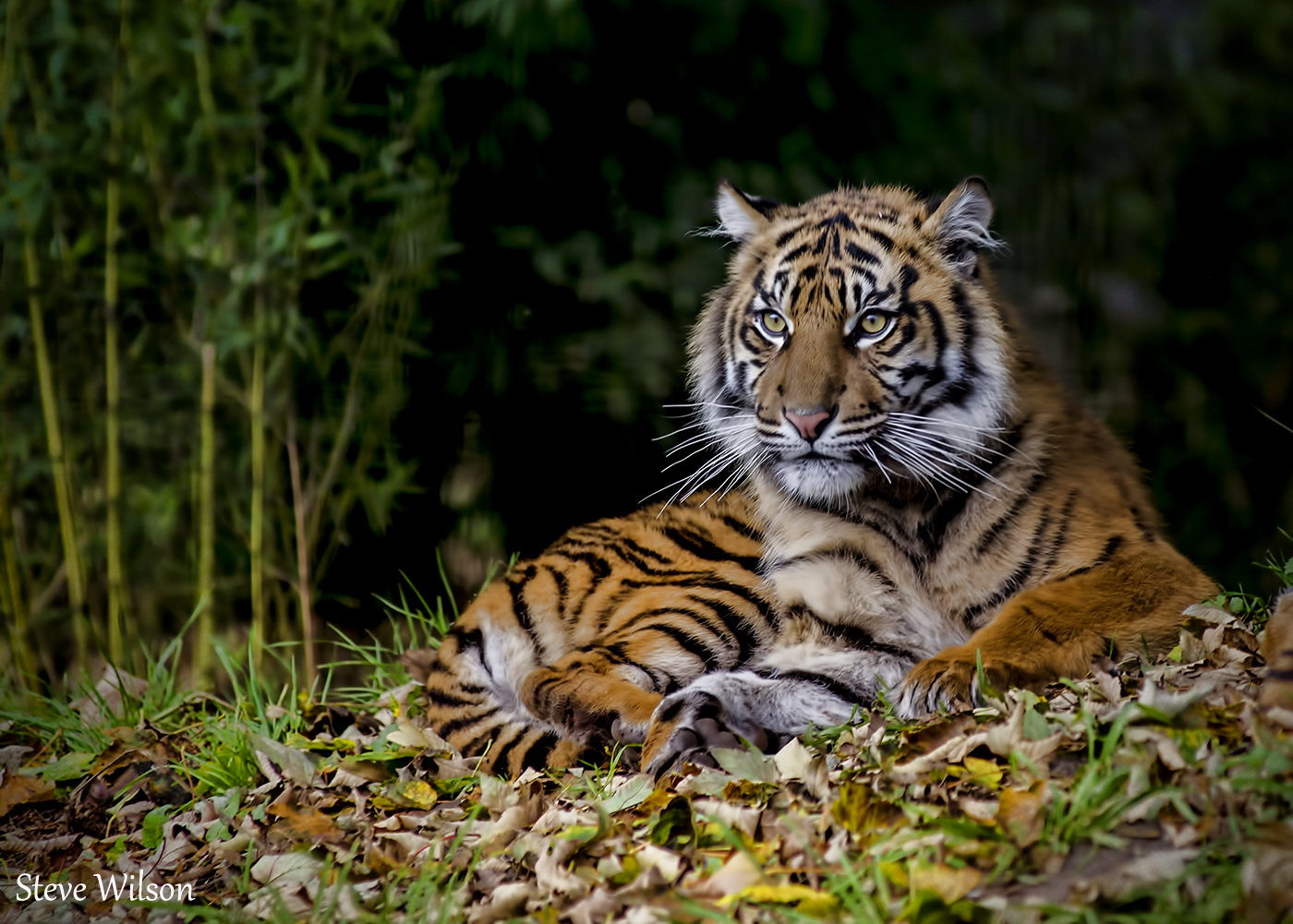
خيثمة سومطرية صغيرة

وُصِفَ الببر السومطري بناءً على عيّنتين حيوانيتين اختلفتا في حجم الجمجمة ونمط الخطوط عن عينات الببر البنغالي والجاوي. إنَّ فرو الببر السومطري أقتم لوناً وخطوط ظهره أكثر سمكاً من الحال عند نظيره الجاوي. عادةً ما تتحوَّل خطوط ظهر الببر السومطري السَّوداء إلى بقعٍ صغيرةٍ عند نهايتها، كما قد تكون عنده أحياناً بقع سوداء صغيرة بين خطوط ظهره أو على خاصرته أو على سيقانه الخلفية. وبشكل عام فإن خطوط الظهر عند الببر السومطري أكثر عدداً منها عند باقي نويعات الببور. الذكور لديهم كشكش بارز، وهو ملحوظ بشكل خاص في الببور السومطرية.

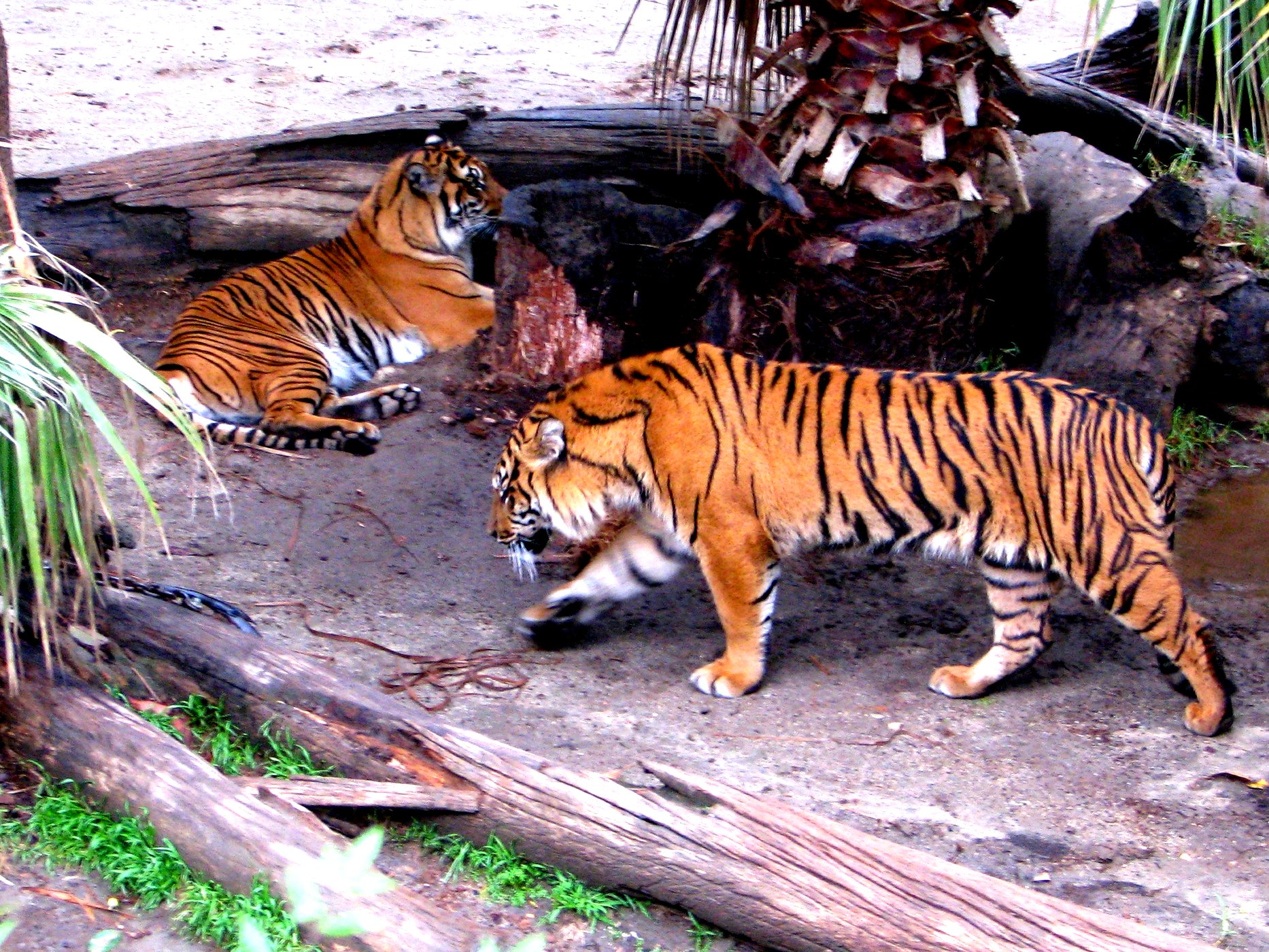
زوج

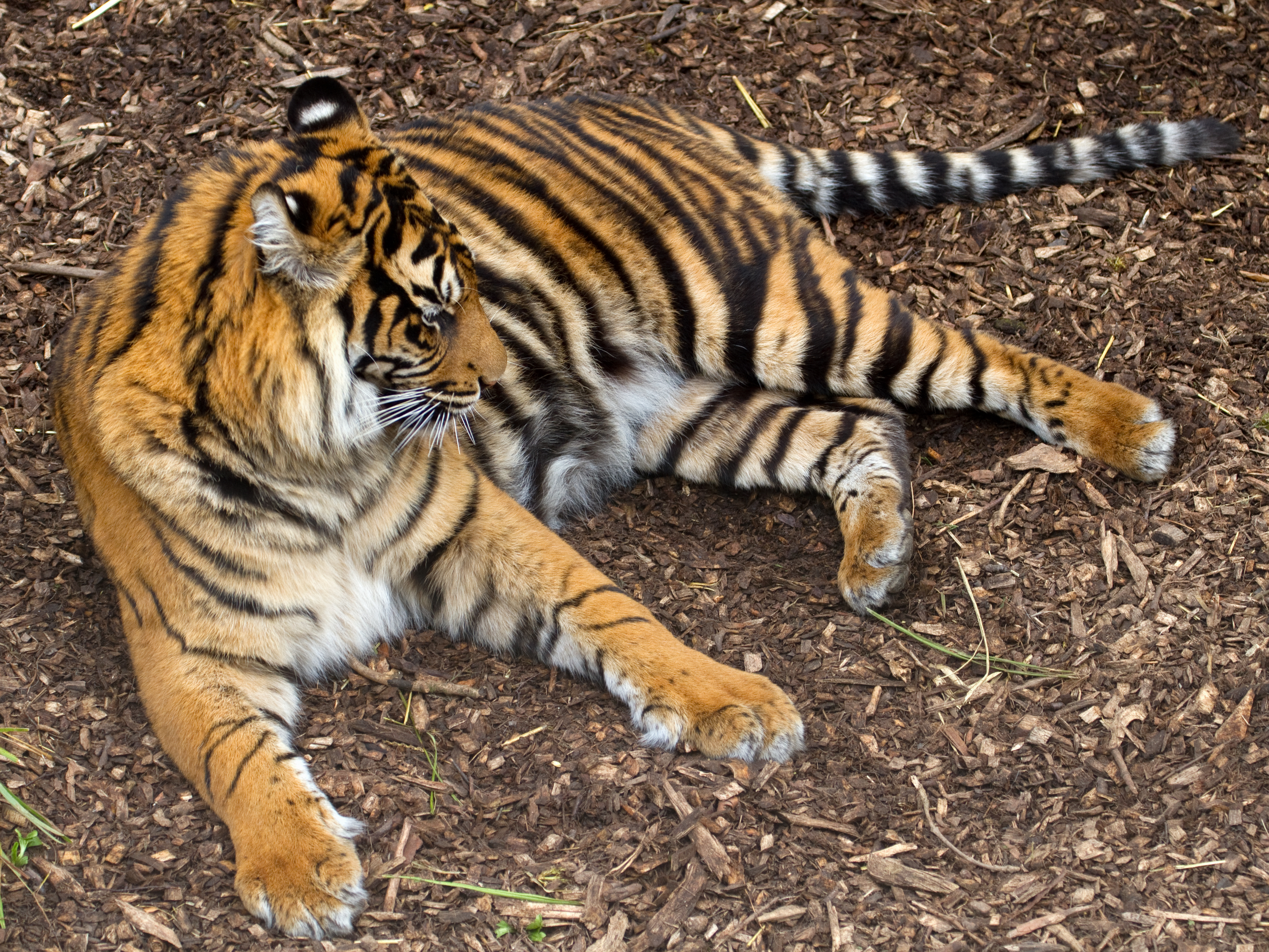
ببر سومطري جالس

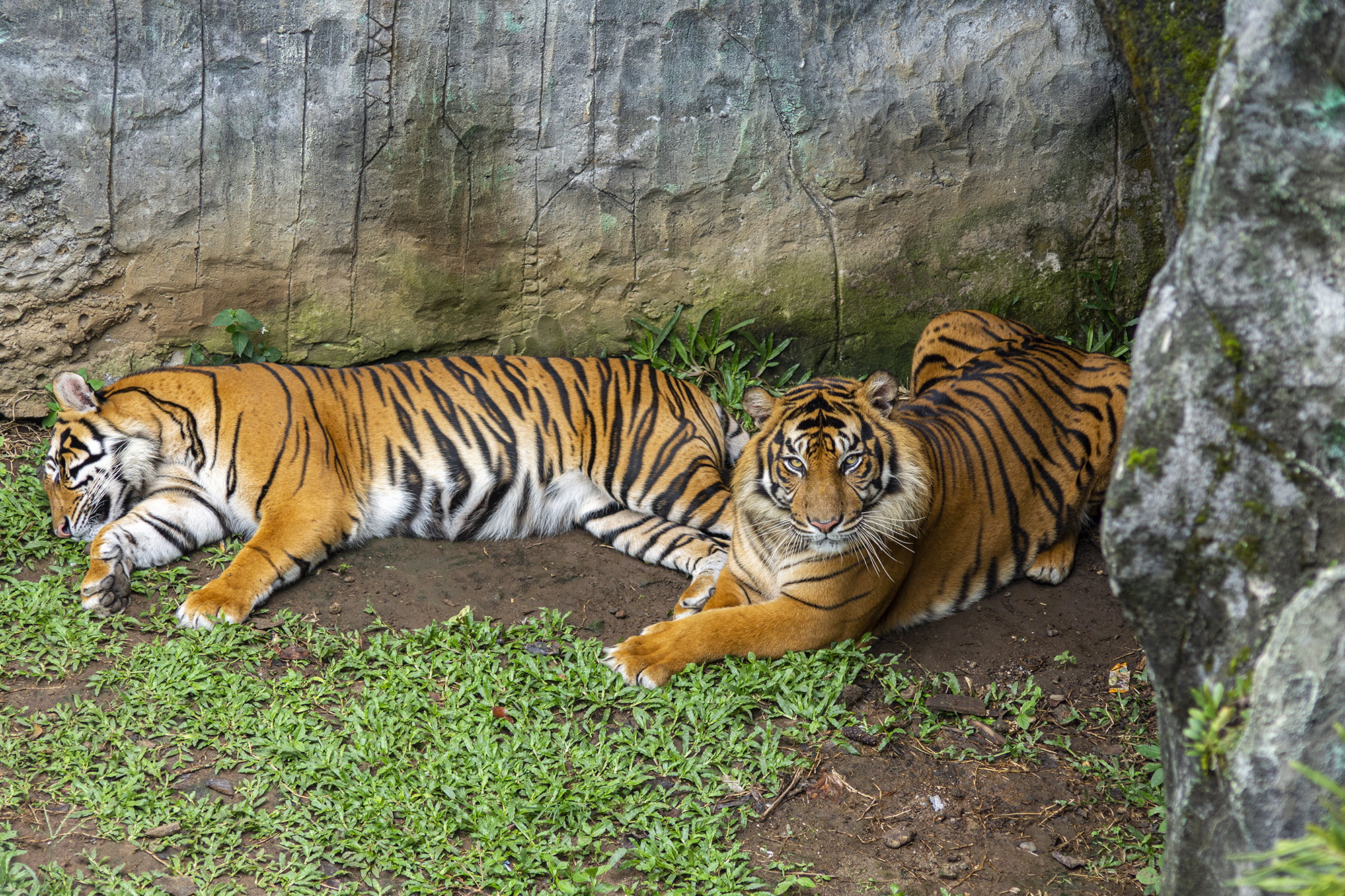
ببران سومطريان

الببر السومطري هو أحد أصغر الببور. قياس الذكور من الأنف إلى الذيل من 2.2 إلى 2.55 متر (87 إلى 100 بوصة) في طول الرأس إلى الجسم، والطول الأكبر للجمجمة من 295 إلى 335 مليمتر (11.6 إلى 13.2 بوصة) وتَزن من 100 إلى 140 كيلوغرام (220 إلى 310 رطل). يتراوح وزن الإناث بين 75 و110 كيلوغرام (165 إلى 243 رطلاً) ويبلغ طولها من 2.15 إلى 2.30 متر (85 إلى 91 بوصة) من الأنف إلى الذيل ويبلغ الطول الأكبر لجماجمها 263 إلى 294 مليمتر (10.4 إلى 11.6 بوصة).

## الانتشار والموائل

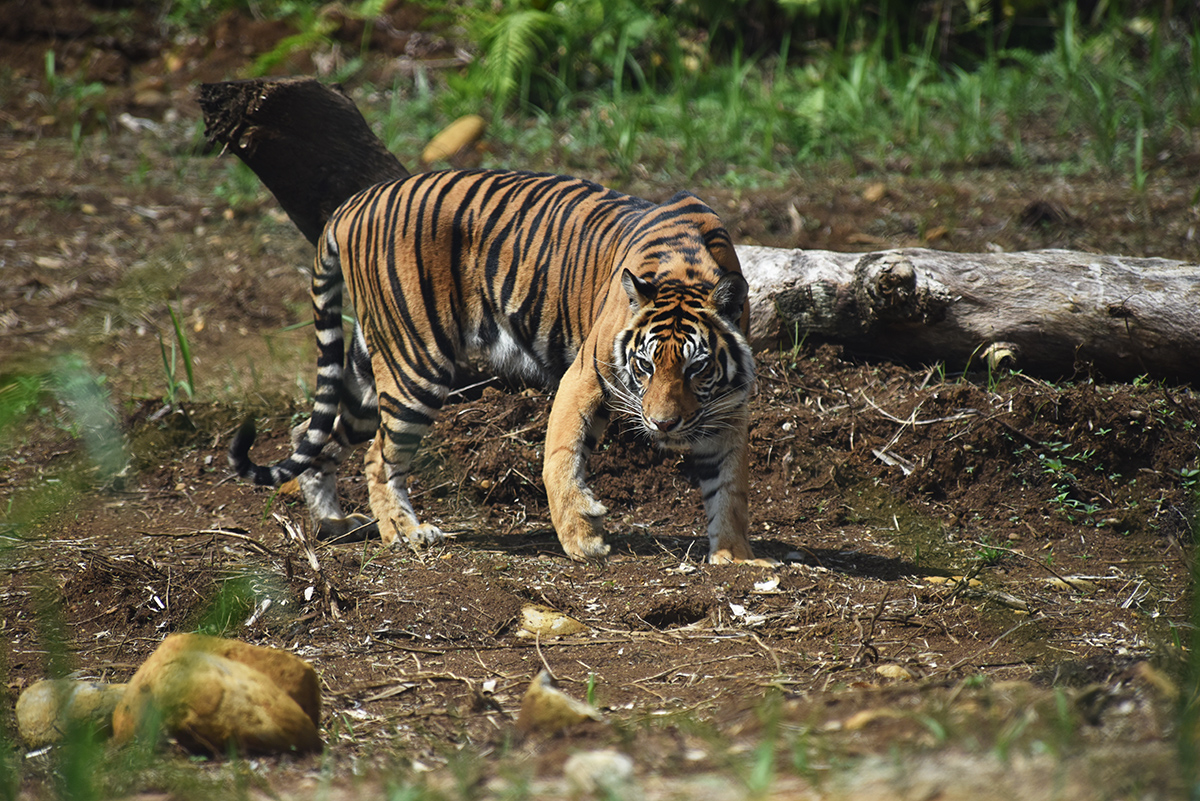
ببر سومطري في سومطرة الغربية

لا يزال الببر السومطري في جمهرات صغيرة ومجزأة عبر سومطرة، من مستوى سطح البحر في غابات الأراضي الساحلية المنخفضة لمتنزه بوكيت باريسان سيلاتان الوطني في الطرف الجنوبي الشرقي في مقاطعة لامبونغ إلى 3,200 متر (10,500 قدم) في غابات الجبال لحديقة جونونج ليوسر الوطنية في إقليم آتشيه. هي موجودة في 27 موائل بقع أكبر من 250 كيلومتر مربع (97 ميل مربع)، والتي تغطي 140,226 كيلومتر مربع (54,142 ميل مربع). حوالي ثلث هذه البقع موجودة في مناطق محمية.
تفضل الببور السومطرية غابات الأراضي المنخفضة والتلال، حيث يعيش ما يصل إلى ثلاثة ببور في مساحة 100 كيلومتر مربع (39 ميل مربع). وهم يستخدمون الموائل غير الحرجية والمناظر الطبيعية التي يسيطر عليها الإنسان عند أطراف المناطق المحمية بدرجة أقل.
في عام 1978، قُدِرت جمهرة الببر السومطري بـ1000 فرد، بناءً على الردود على دراسة إستقصائية إستطلاعية. في عام 1985، تم تحديد 26 منطقة محمية في سومطرة مع حوالي 800 ببور. في عام 1992، كان هناك ما يتراوح بين 400 و500 ببور يعيشون في خمس متنزهات وطنية في سومطرة ومنطقتين محميتين. في ذلك الوقت، كانت أكبر جمهرة واحدة تضم 110-180 فرداً يعيشون في حديقة جونونج ليوسر الوطنية.
اعتباراً من عام 2011، كانت جمهرة الببر في متنزه كرينسي سبلت الوطني في وسط سومطرة تتألف من 165-190 فرداً، وهي أكثر من أي مكان آخر في الجزيرة. يحتوي المتنزه على أعلى نسبة إشغال للببور في المناطق المحمية في سومطرة، مع 83٪ من المتنزه تظهر عليها آثار الببور.
قُدِرَ إجمالي جمهرة الببور السومطرية ب618 ± 290 فرداً في عام 2017.

## البيئة والسلوك

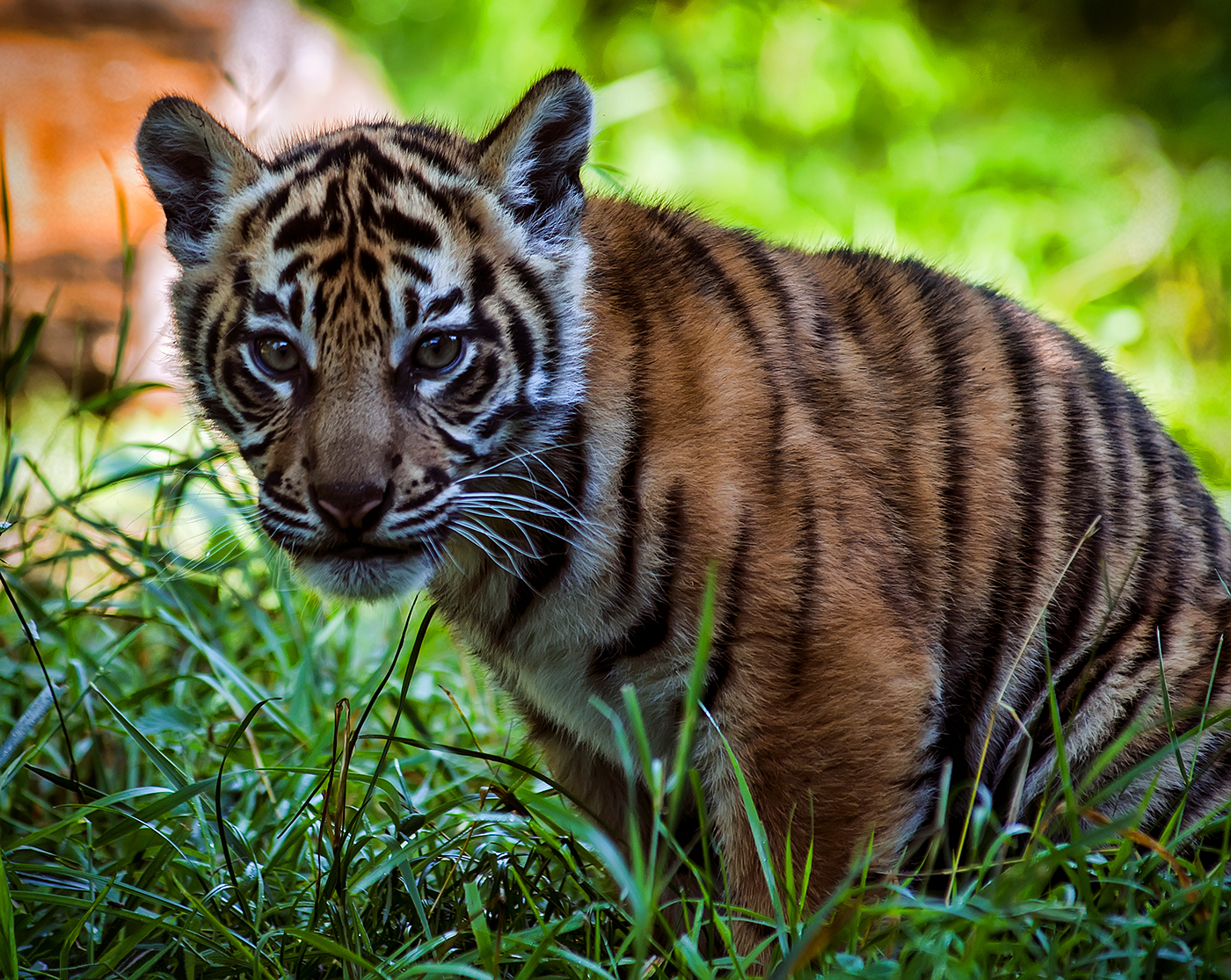
شبل ببر سومطري في حديقة حيوانات تشستر

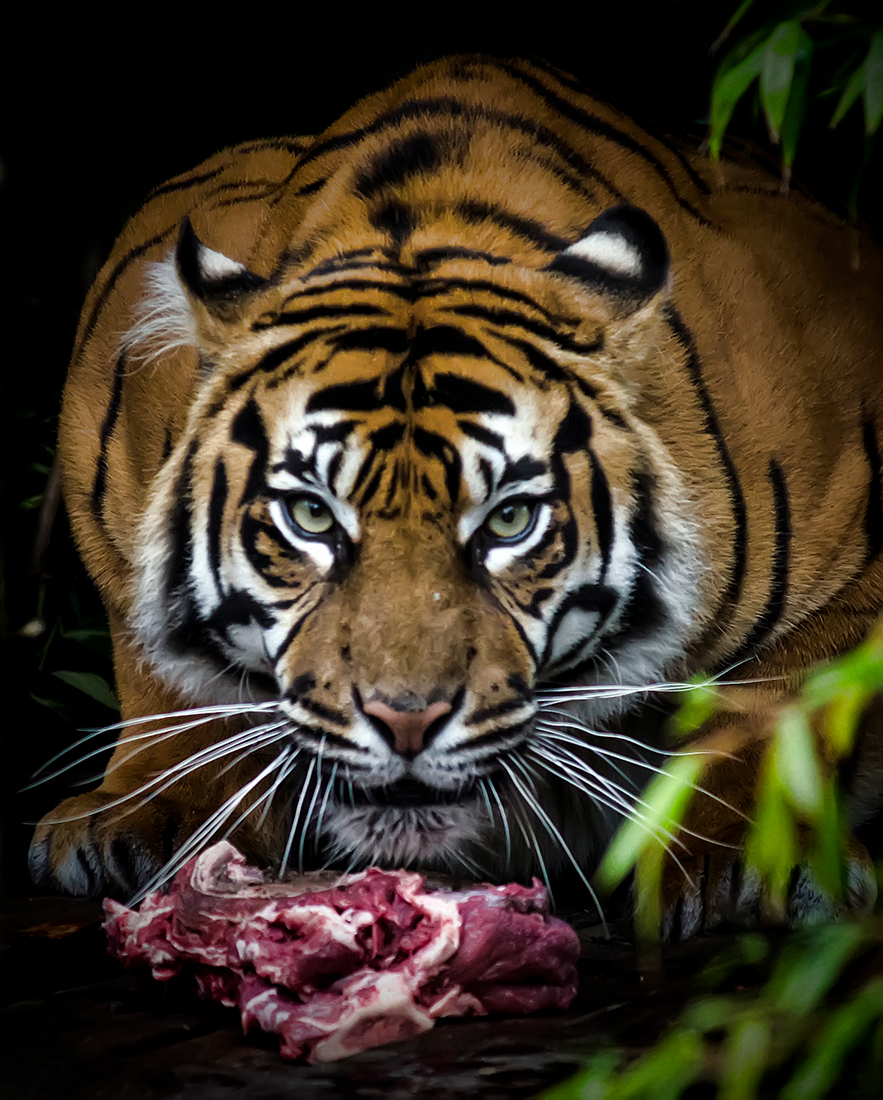
ببر سومطري يقتات

تفضل الببور السومطرية بشدة الغابات غير المزروعة ولا تعيش إلا في القليل من مزارع الطلح وزيت النخيل حتى لو كانت متوفرة. داخل مناطق الغابات الطبيعية، فهي تميل إلى استخدام المناطق المرتفعة، التي يقل فيها هطول الأمطار سنوياً، مفضلة أن تكون بعيدة عن حافة الغابات، وأقرب إلى مركزها. وهي تفضل الغابات ذات الغطاء الكثيف المتعدد والمنحدرات الحادة، وتتجنب بشدة مناطق الغابات ذات التأثير البشري العالي في أشكال التعدي والاستيطان. في مزارع الطلح، تميل الببور إلى استخدام المناطق الأقرب إلى المياه وتفضل المناطق التي تحتوي على نباتات قديمة، والكثير من الأوراق المبعثرة، وظلال فروع الشجر. يندر رؤية الببور في مزارع زيت النخيل ومزارع المطاط. يعتبر توفر الغطاء النباتي الكافي على مستوى الأ‌رض بمثابة حالة بيئية تحتاج إليها الببور بشكل أساسي بغض النظر عن الموقع. وبدون غطاء متعدد كافي، فإن الببور أكثر عرضة للا‌ضطهاد من قبل البشر. وتؤثر المتغيرات المرتبطة بالإزعاج البشري تأثيراً سلبياً على إشغال الببر واستخدام الموئل. وتشمل المتغيرات ذات التأثيرات القوية الا‌ستيطان والتجاوز ضمن مناطق الغابات، قطع الأشجار، وكثافة الصيانة في مزارع الطلح.
كشفت مسوحات الكاميرا الفخية التي أجريت في جنوبي رياو عن وفرة منخفضة للغاية من الفرائس المحتملة وكثافة ببر منخفضة في مناطق غابات مستنقعات الخث. وقد وثقت العينات المتكررة التي في متنزه تيسو نيلو الوطني المنشأ حديثاً إتجاه كثافة الببر للزيادة من 0.90 فرد لكل 100 كيلومتر مربع (39 ميل مربع) في عام 2005 إلى 1.70 فرد لكل 100 كيلومتر مربع (39 ميل مربع) في عام 2008.

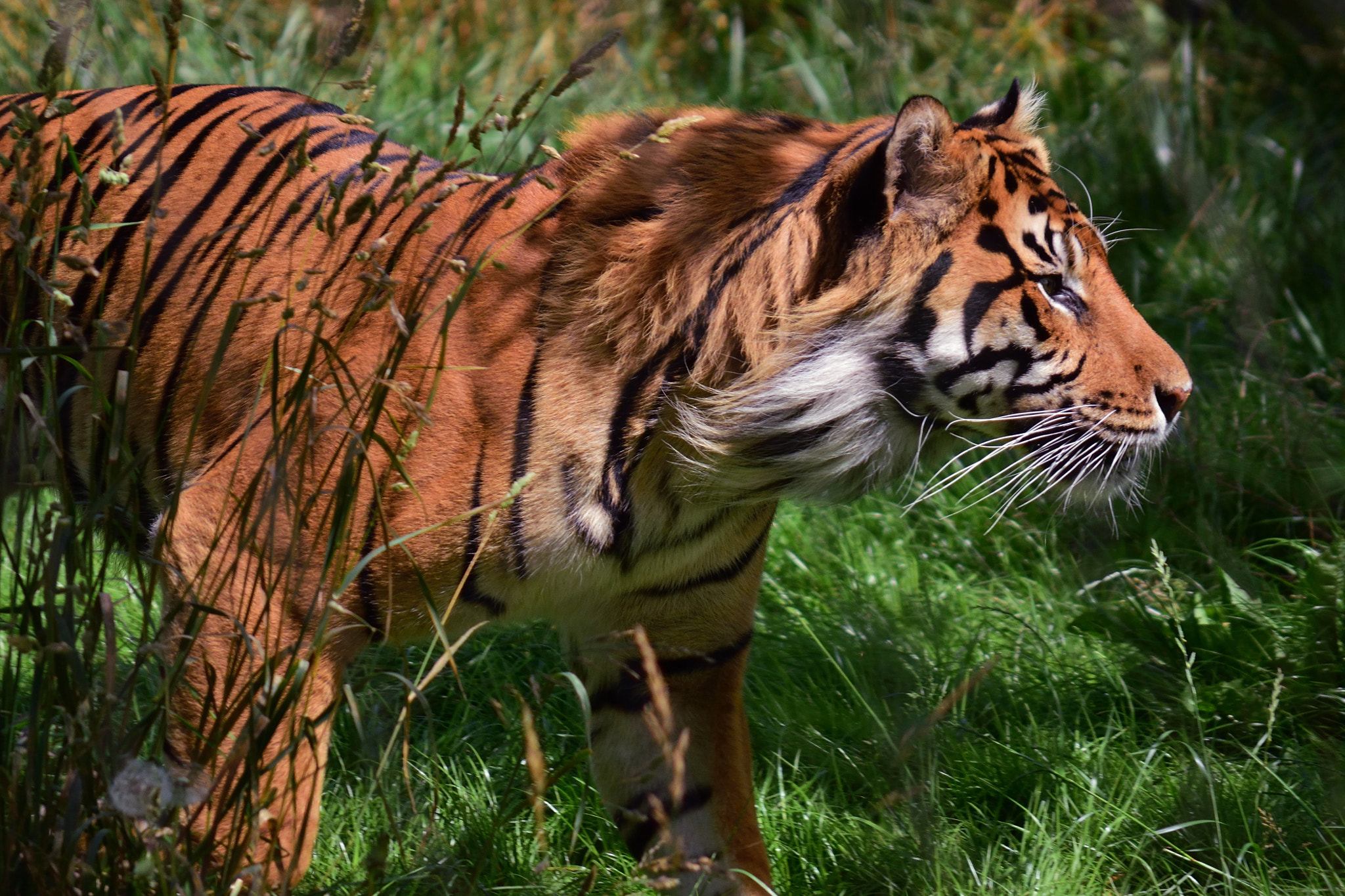
ببر سومطري يستعد للمطاردة من أجل وجبة غدائه

في متنزه بوكيت باريسان سيلاتان الوطني، تم تحديد تسعة أنواع فرائس أكبر من 1 كيلوغرام (2.2 رطل) لوزن الجسم تشمل اليقوظ الجبار، المكاك خنزيري الذيل، الشيهم الملاوي، التابير الملاوي، الخنزير المطوق، الطرغول الكبير وطرغول المالايوي الصغير، المنتجق الهندي، والصمبر.

## المخاطر

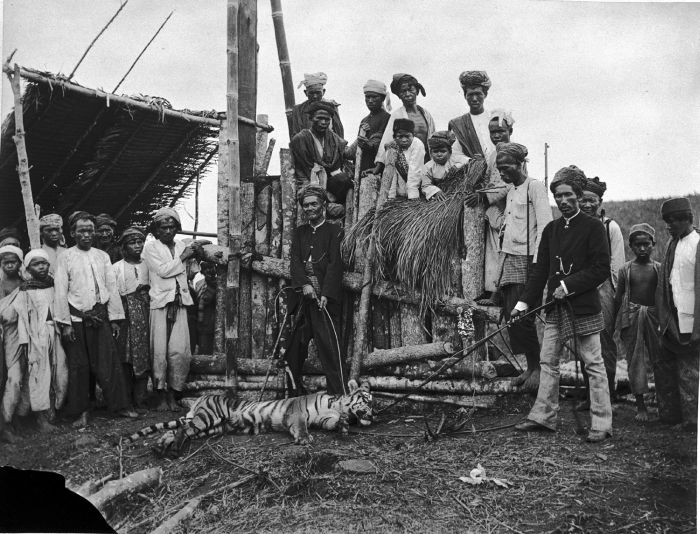
أشخاص مع ببر واقع في الشراك في سوباجانغ، بوفينلاندن بادنغ، على الساحل الغربي لسومطرة، سنة 1895.

تشمل التهديدات الكبيرة فقدان الموائل بسبب التوسع في مزارع زيت النخيل وزراعة مزارع الطلح، وإستنزاف الفرائس الأساسية، والتجارة غير المشروعة في المقام الأول للسوق المحلية.
الببور بحاجة إلى مجموعة غابات كبيرة متجاورة لتزدهر. في الفترة بين سنتي 1985 و1999، بلغ متوسط فقدان الغابات في متنزه بوكيت باريسان سيلاتان الوطني 2% سنوياً. إختفى ما مجموعه 661 كيلومتر مربع (255 ميل مربع) من الغابات داخل المتنزه، وفقد 318 كيلومتر مربع (123 ميل مربع) في منطقة طولها 10 كيلومترات، مما أدى إلى إزالة الغابات خارج المتنزه. إختفت غابات الأراضي المنخفضة أسرع من الغابات الجبلية، وغابات المنحدرات الرقيقة إختفت بشكل أسرع من وغابات المنحدرات الحادة. ونتج معظم تحويل وغابات عن التنمية الزراعية، مما أدى إلى تنبؤات بإن 70% من المتنزه سيكون في الزراعة سنة 2010. وأشارت بيانات الكاميرا الفخية إلى تجنب حدود الغابات بواسطة الببور. ويشير تصنيف الغابات إلى غابات أساسية وغابات طرفية على أساس توزيع الثدييات إلى إنه في سنة 2010، ستتجزئ مساحة الغابات الأساسية للببور وتقليصها إلى 20% من الغابات المتبقية.
تتعرض أكبر جمهرات الببر في سومطرة في متنزه كيرنسي سيبلت الوطني للتهديد من ارتفاع معدل تآكل الغابات في مناطقها الخارجية. يعود سبب هذا التآكل إلى الطلب المتزايد على الموارد الطبيعيَّة، يدفعه تزايد عدد السُكَّان في هذه الناحية من إندونيسيا، والذي يُعد الأسرع في جميع أنحاء تلك الدولة، بالإضافة إلى المُبادرة الحُكوميََّة القاضية بِزيادة نسبة بساتين أشجار المحاصيل على حساب الغابات، وارتفاع نسبة التحطيب لِأغراضٍ تجاريَّة، الأمر الذي ساهم في زيادة عدد الحرائق في غابات المحميَّة. نُقلت أغلب البُبُور قاطنة الحديقة إلى وسط الأخيرة حيثُ تتركز جُهُود الباحثين للحفاظ عليها، إلَّا إنَّ تلك قاطنة غابات التلال الواطئة على تخوم الحديقة ما زال وضعها غير مُؤكداً. فعلى الرُغم من كون المناطق سالفة الذكر موائل طبيعيَّة مُلائمة لِلبُبُور، إلَّا إنَّها تُشكِّلُ هدفاً مُغرياً لِلحطَّابين، مما يُساهم في تخفيض أعداد الببور البرية.
يزيد التوسع في المزارع من انبعاثات غازات دفيئة، مما يؤدي إلى حدوث تَغَيُر المُناخ البَشري المَنشأ، مما يزيد من الضغوط البيئية على الأنواع المهددة بالانقراض. قد تؤدي حركة الببور المرتكزة على المناخ شمالاً إلى زيادة الصراع مع الناس. من سنة 1987 إلى سنة 1997، أفادت التقارير بإن الببور السومطرية قتلت 146 شخصاً وما لا يقل عن 870 رأساً من الماشية. وفي سومطرة الغربية، رياو، وآتشيه، أبلغ عن وقوع 128 حادثة؛ قُتِلَ 265 ببور وأُسُرَ 97 رداً على ذلك، وقُتِلَ 35 ببور من سنة 1998 إلى سنة 2002. من سنة 2007 إلى 2010، تسببت الببور في مقتل 9 أشخاص وقُتِلَتْ 25 ببور أخرى.
في سنة 1997، قُدِرَ عدد الببور التي قُتِلَت من قِبَل الصيادين بحوالي 53 ببراً وبيعت أجزائها في معظم أنحاء سومطرة الشمالية. من المرجح أن تكون الأرقام لكل سومطرة أعلى. قتل المزارعين العديد من الببور لمنع فقدان الماشية. لقد باعوها إلى محلات الذهب والهدايا والصيدليات. في سنة 2006، مُسحت أسواق الحياة البرية في 28 مدينة وتسع موانئ في سبع مقاطعات في سومطرة؛ 33 من 326 منفذ بيع عرضت أجزاء الببر مثل: الجلود، الأنياب، العظام، والشوارب. جلبت عظام الببر أعلى سعر متوسط قدره 116 دولاراً أمريكياً للكيلوغرام، تليها الانياب. هناك أدلة على إن أجزاء الببر هُربت خارج إندونيسيا. في يوليو سنة 2005، صودرت أكثر من 140 كيلوغراماً (310 رطل) من عظام الببر و24 جمجمة في تايوان في شحنة من جاكرتا.
في سنتي 2013-2014، شهدت كيرنسي سيبلت طفرة في الصيد الجائر، حيث أُزيلت أكبر عدد سنوي من كمين الفخاخ لجهود دورية مماثلة للسنوات السابقة. الأدلة نادرة ويساء فهمها حول إذا ما كانت الإستراتيجيات المطبقة للحد من الصيد غير القانوني تنجح على الرغم من إستثمار ملايين الدولارات سنوياً في إستراتيجيات الحفظ.

## الانحفاظ
الببر مدرج في الملحق الأول من معاهدة التجارة العالمية لأصناف الحيوان والنبات البري المهدد بالإنقراض. الصيد ممنوع في إندونيسيا.
في عام 1994، تناولت خطة حفظ الببر السومطري الإندونيسية الأزمة المحتملة التي تواجهها الببور في سومطرة. بدأ مشروع الببر السومطري (أس تي بي) في حزيران (يونيو) سنة 1995 في وَحولَ متنزه واي كامباس الوطني لضمان بقاء الببور السومطرية البرية على المدى الطويل ولجمع البيانات عن خصائص تاريخ حياة الببر الحيوية لإ‌دارة الجمهرة البرية. بحلول آب (أغسطس) سنة 1999، قامت فِرق مشروع الببور السومطرية بتقييم 52 موقعاً من موائل الببور المحتملة في إقليم لامبونغ، 15 منها فقط كانت سليمة بما يكفي لإحتواء الببور. في إطار مشروع الببر السومطري، تم الشروع في برنامج حِفظ قائم على المجتمع المحلي لتوثيق البعد الببري الإ‌نساني في المتنزه لتمكين سلطات الحفظ من حل الصراعات الببرية البشرية بناءً على قاعدة بيانات شاملة بدلا‌ً من الحكايات والآ‌راء.
في عام 2007، أقامت وزارة الغابات الإ‌ندونيسية وسفاري بارك تعاوناً مع حديقة حيوانات أستراليا للحفاظ على الببور السومطرية وغيرها من الأ‌نواع المهددة بالإ‌نقراض. يتضمن البرنامج الحفاظ على الببور السومطرية وغيرها من الأ‌نواع المهددة بالا‌نقراض في البرية، والجهود المبذولة للحد من النزاعات بين الببور والبشر، وإعادة تأهيل الببور السومطرية وإعادة إدخالها إلى بيئتها الطبيعية.
تسبب نظال إندونيسيا مع الحفظ إلى زيادة في الزخم السياسي لحماية وحفظ الحياة البرية والتنوع البيولوجي. في عام 2009، تعهد الرئيس الإندونيسي بالحد بشكل كبير من إزالة الغابات، والسياسات في جميع أنحاء البلاد مما يتطلب خططا مكانية يمكن أن تكون مستدامة بيئياً على المستوى الوطني ومستوى الأقاليم والمديريات.
بين عامي 2005 و2015، تم إستثمار حوالي 210 مليون دولار أمريكي في أنشطة تطبيق قانون الببور التي تدعم دوريات حراس الغابات، بالإضافة إلى تنفيذ أنشطة تطبيق القانون في الخطوط الأمامية من قبل الخطة العالمية لإنعاش الببر، والتي تهدف إلى مضاعفة عدد الببور البرية بحلول عام 2020.
في تشرين الثاني عام 2016، تم إفتتاح محمية باتو نانغار في شمال بادانج لاواس ريجنسي في مقاطعة سومطرة الشمالية لحفظ الحياة البرية السومطرية.
كشفت دراسة أُجريت مع 600 مستهلك إن معظمهم كانوا على إستعداد لدفع المزيد بإستمرار مقابل منتج جيد «صديق للببور» إذا كان هذا المنتج يفضي إلى حفظ الببر السومطري.

### في الأَسر

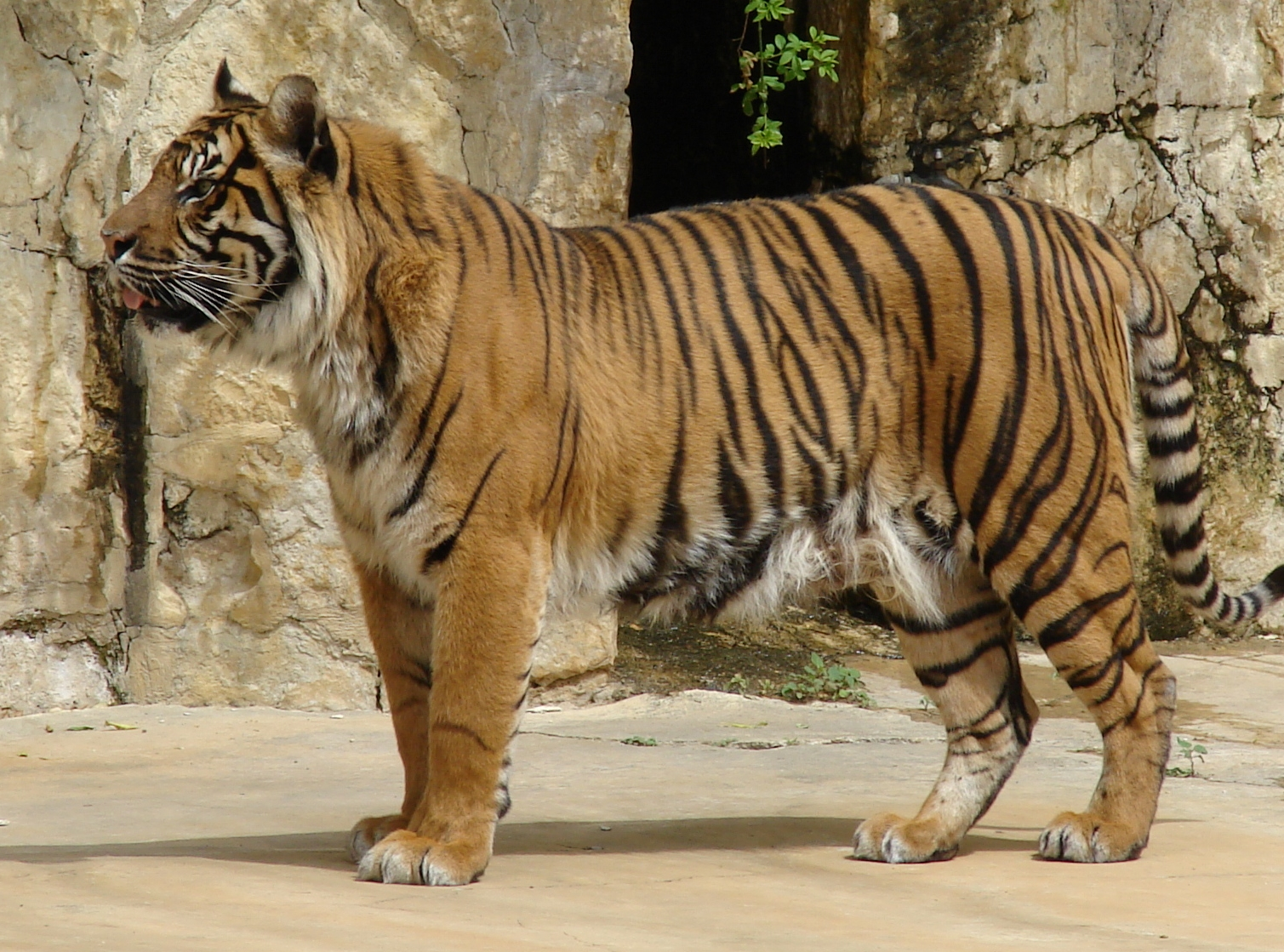
ببر سومطري في حديقة حيوانات سان أنطونيو وحوض السمك

إعتباراً من عام 2013، تم إدراج حوالي 375 من الببور السومطرية الأسيرة في كتاب التسجيل وخطة الإدارة العالمية، مع وجود 50 منها في 14 حديقة حيوان في أستراليا ونيوزيلندا. كلهم كانوا من نسل 15 مؤسساً. ظهر لدى أربعة عشر جرواً خللاً خلقياً في الجهاز الدهليزي مثل: الرَّنَحَ والحَوَل والرَّأْرَأَةُ وميلان الرأس وتدليه والتي كانت تزول بحلول الجراء سن العامين. سبب هذه الإضطرابات هو على الارجح صلتهم الوراثية المتقاربة والتوالد الداخليّ.

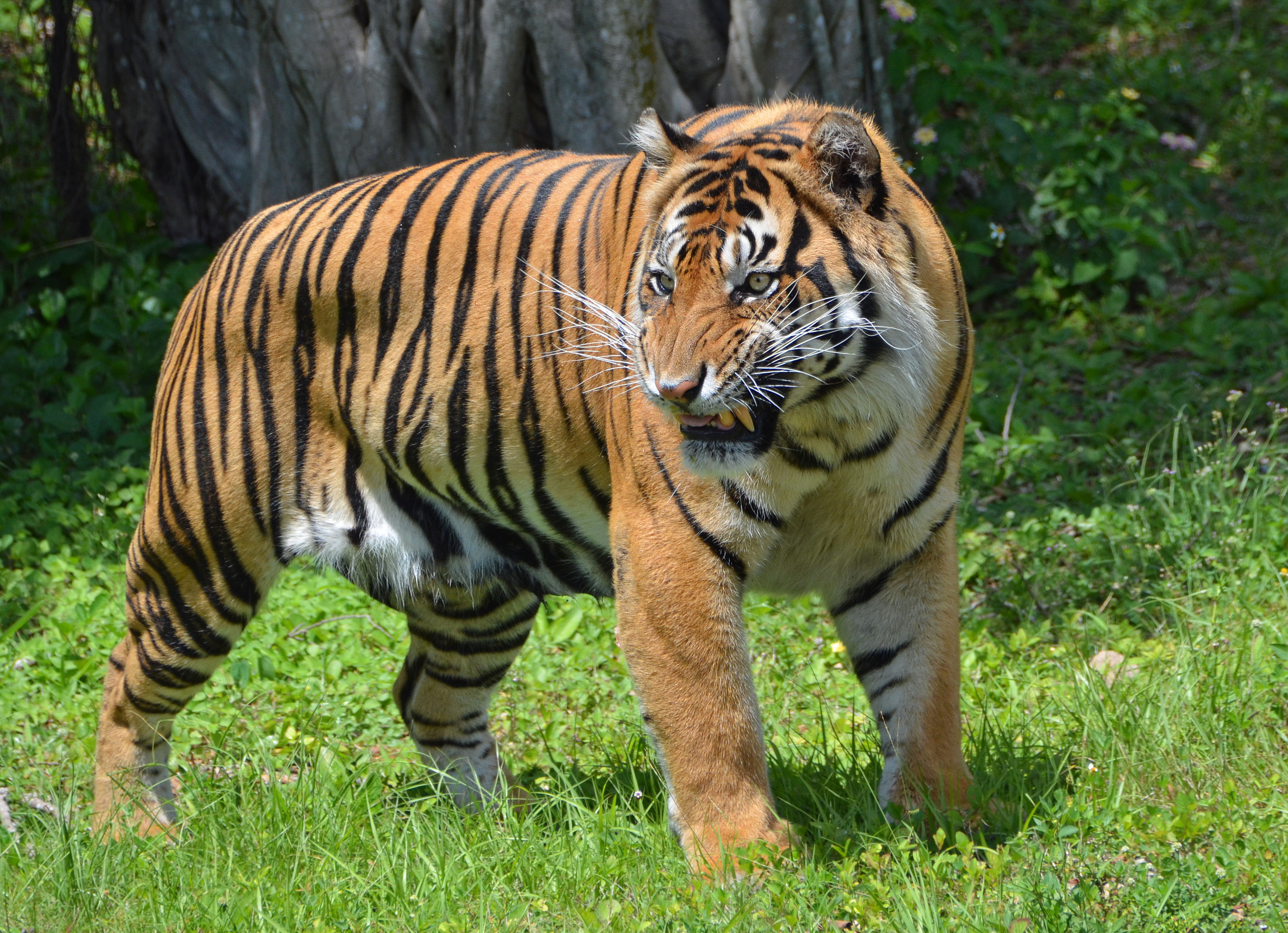
في حديقة حيوانات أمريكية

## معرض الصور

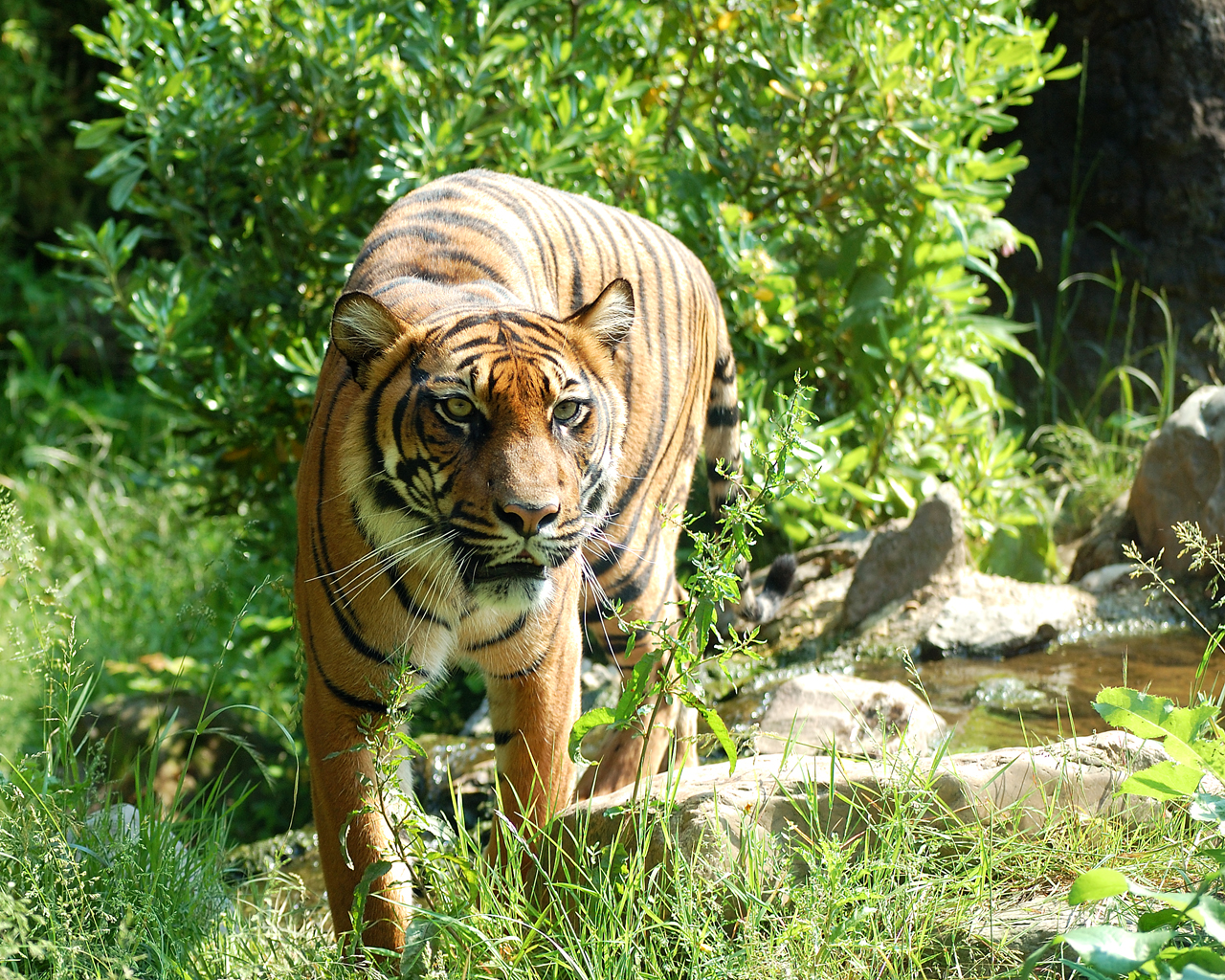
الببر السومطري.
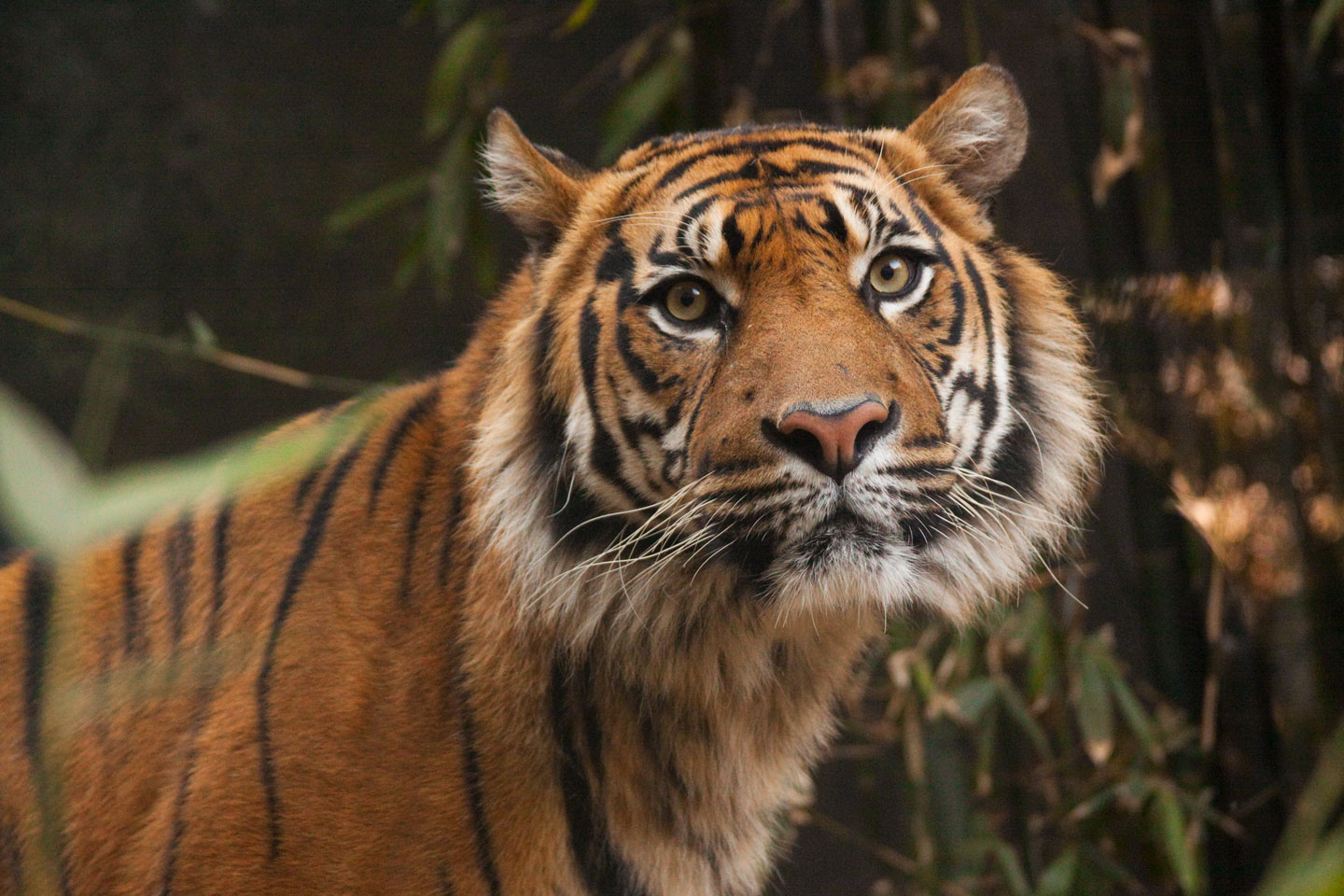
ببر سومطري في حديقة حيوانات تورانغا[ج] الأسترالية.
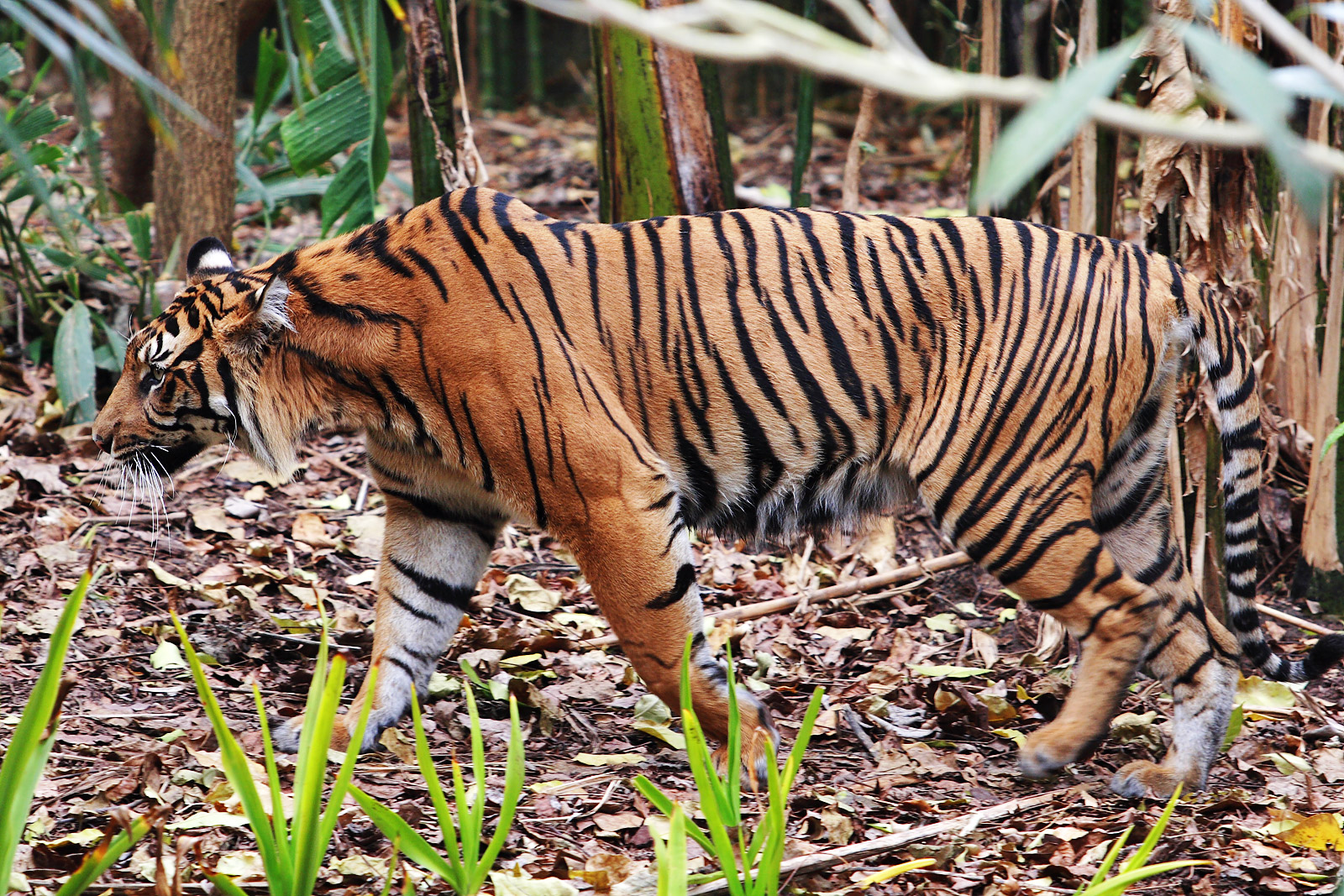
ببر سومطري في حديقة حيوانات ملبورن
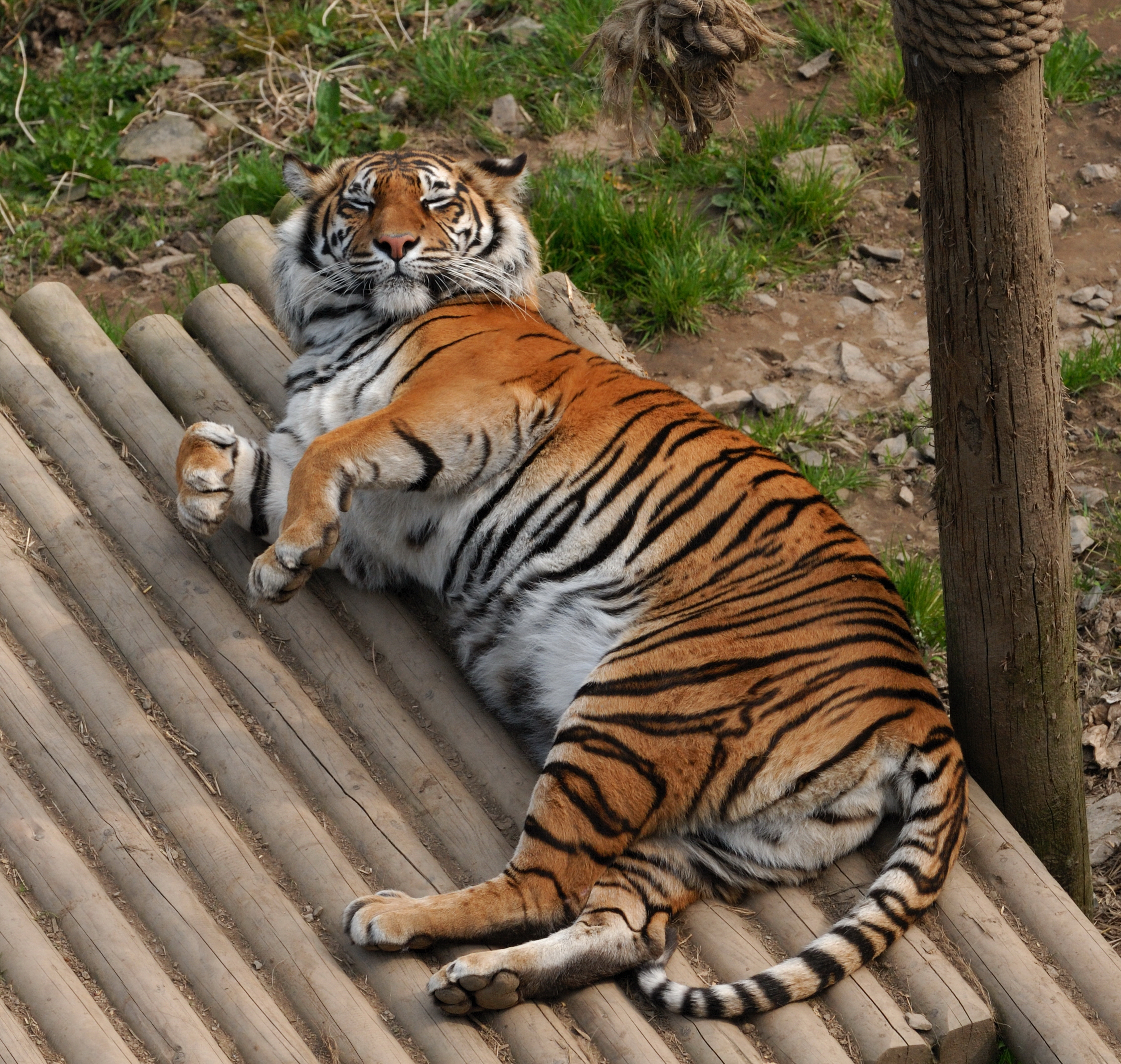
ببر سومطري في حديقة حيوانات جبل ويلش في ويلز في بريطانيا
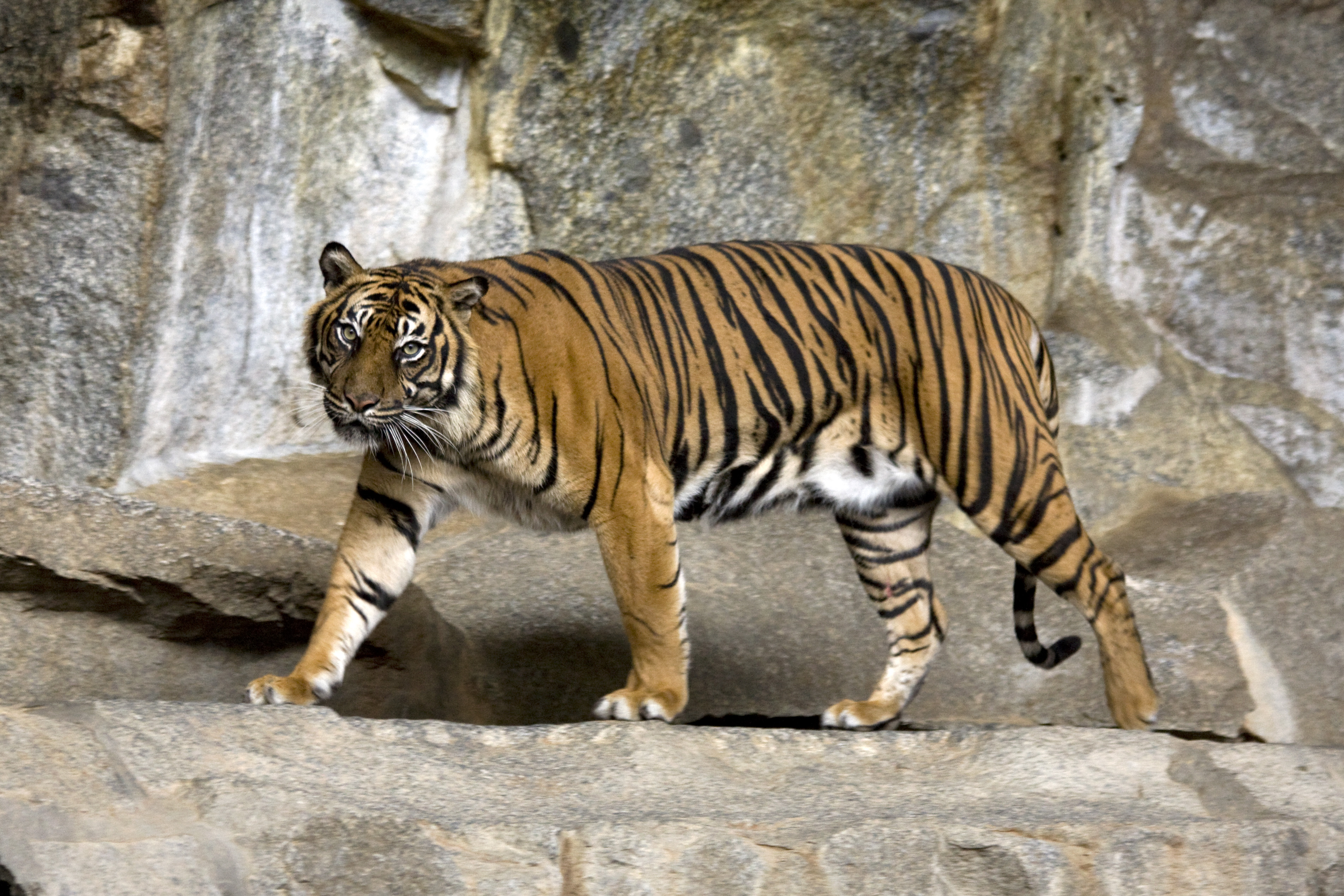
ببر سومطري في حديقة تيربارك للحيوانات في برلين[د]
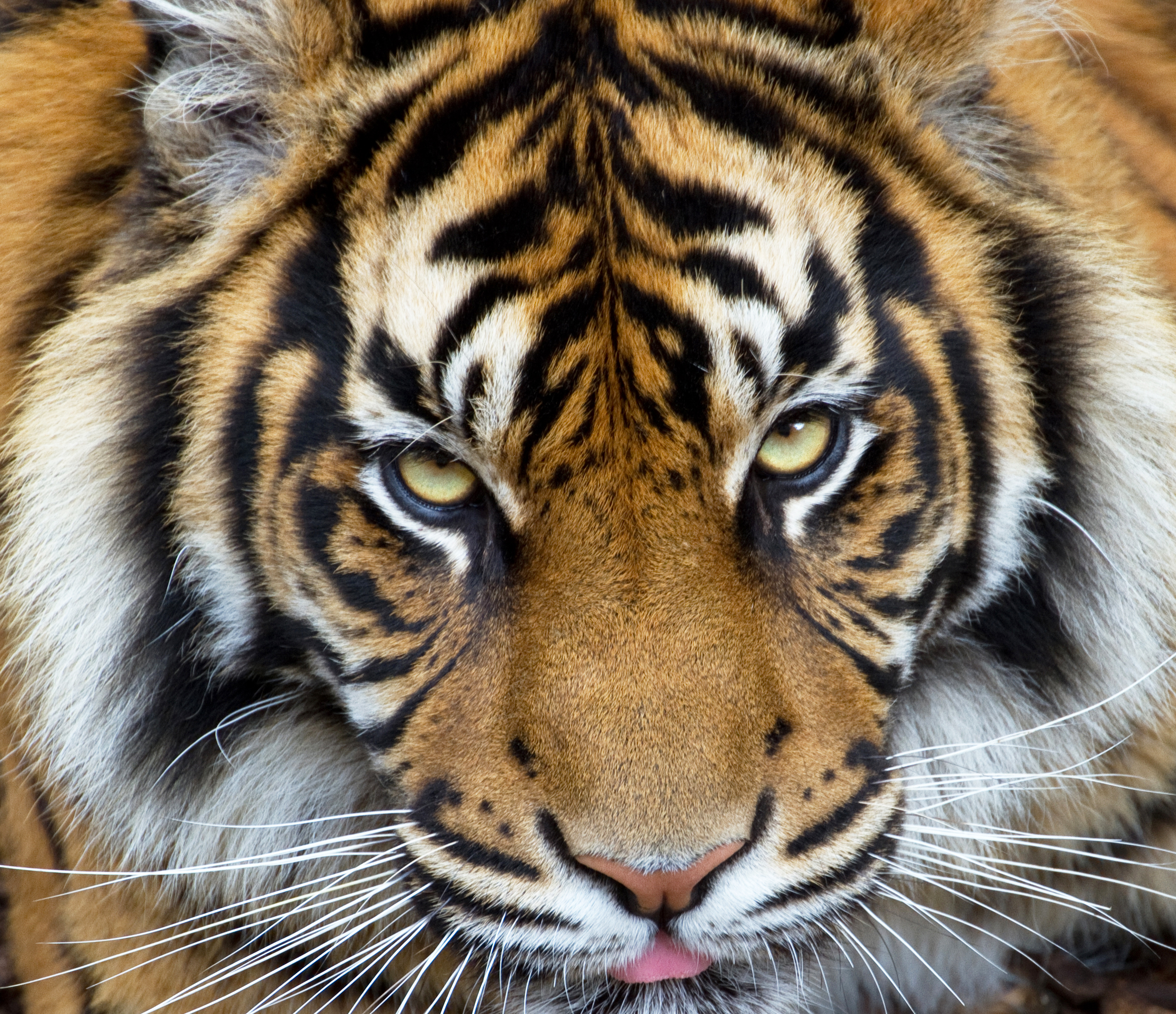
وجه الببر السومطري
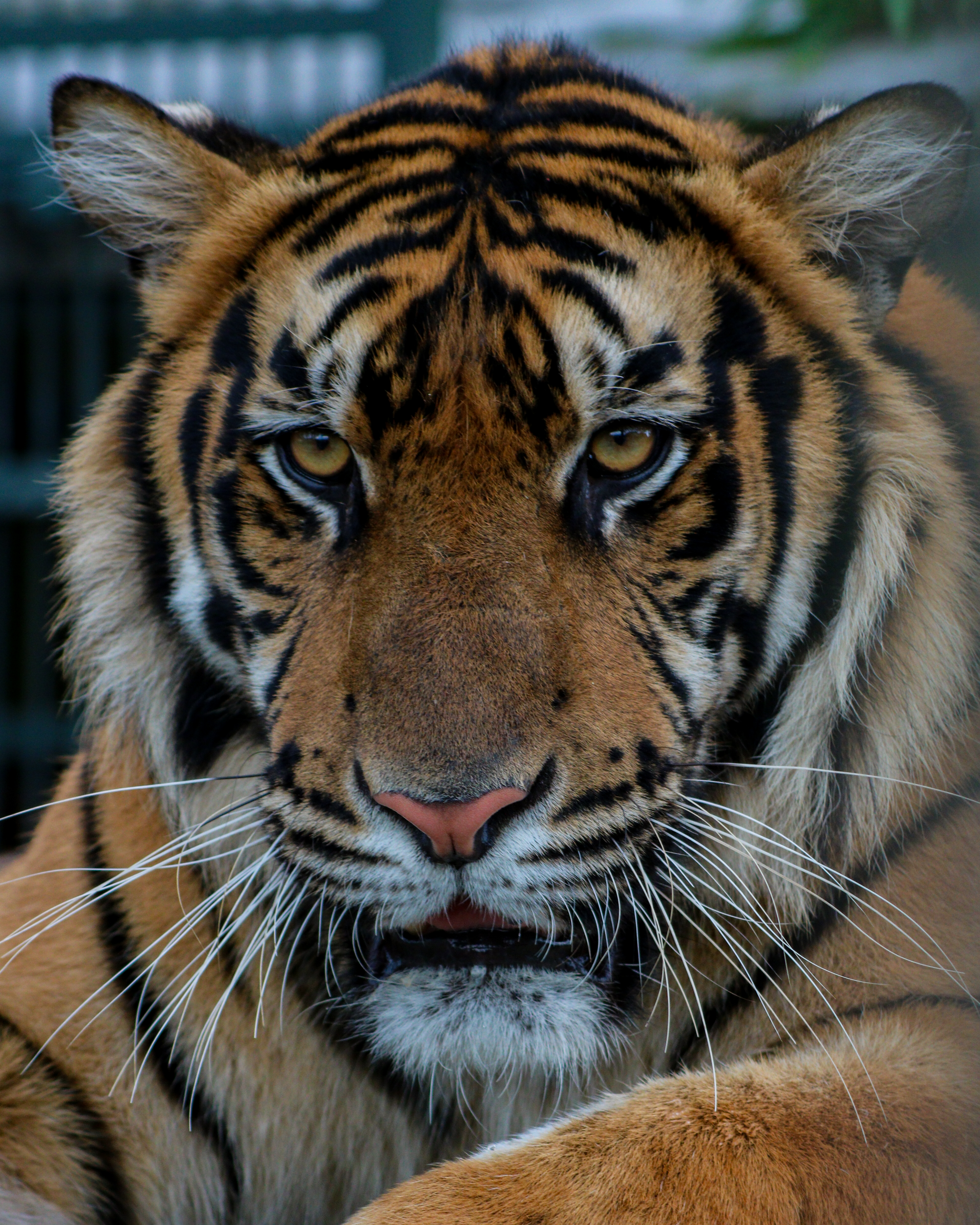
ببر سومطري أسير
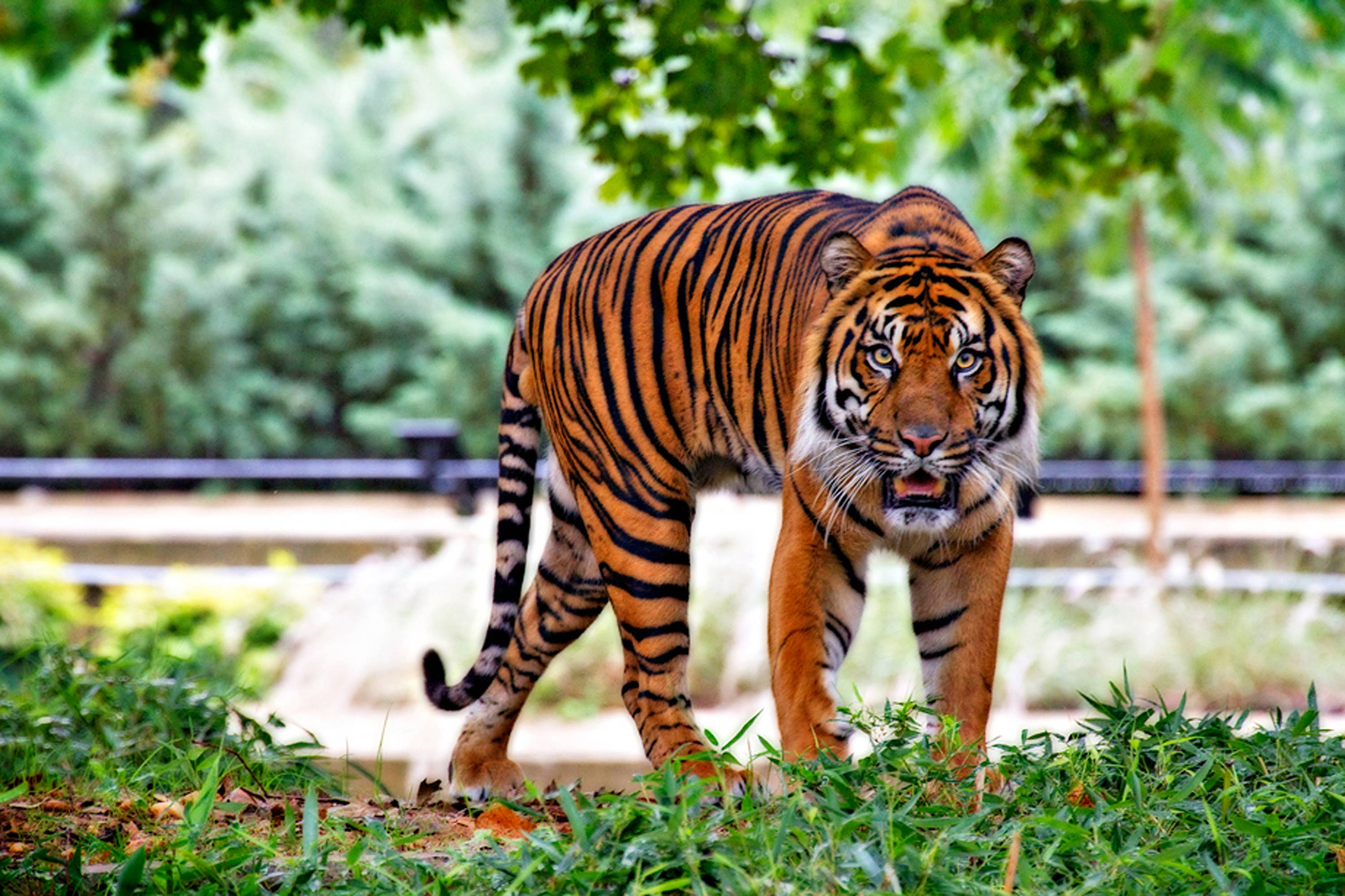
ببر سومطرة
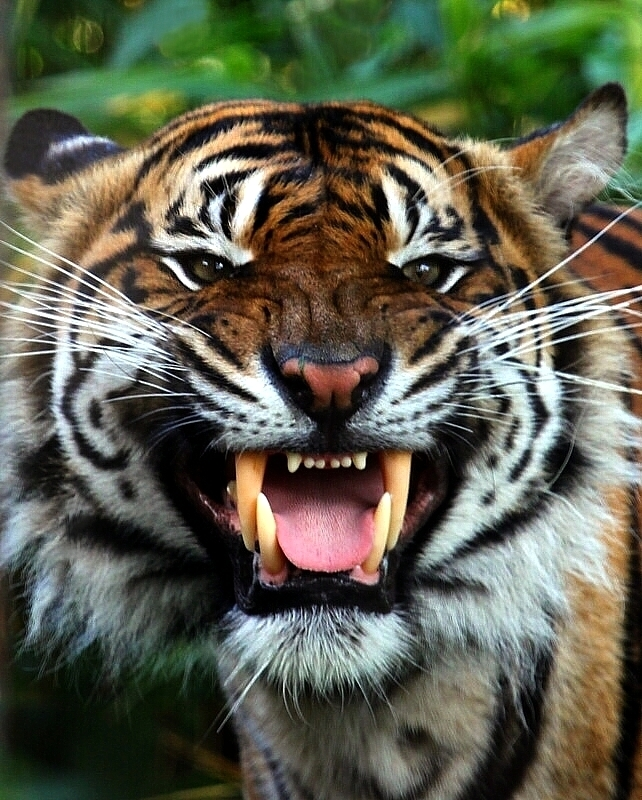
ببر سومطري في حديقة حيوانات تشستر

## اُنظر ايضاً
- ببر بنغالي
- ببر بورنيوي
- ببر قزويني
- ببر الهند الصينية
- ببر ملاوي
- ببر سيبيري
- ببر جنوب الصين

## الملاحظات
1. ↑  تلفظ حديقة حيوانات چِستَر
2. ↑  لفظ المكان هو سوپاجانگ، بوڤينلاندن پادَنگ
3. ↑  تلفظ حديقة حيوانات تُورانگا
4. ↑  تلفظ حديقة تِيرپارك للحيوانات في برلين

## وصلات خارجية
- "صور الأنواع «الببر»". الاتحاد الدولي لحفظ الطبيعة/لجنة الأنواع الباقية المجموعة المتخصصة بالقطط. مؤرشف من الأصل في 2014-11-12. و"صورة قصيرة «الببر السومطري»". الاتحاد الدولي لحفظ الطبيعة/لجنة الأنواع الباقية المجموعة المتخصصة بالقطط. مؤرشف من الأصل في 2014-12-13.
- "برنامج أمل حفظ الببر السومطري". الجمعية العالمية لحدائق الحيوان وأحواض السمك. مؤرشف من الأصل في 2015-03-01.
- "حقائق الببر - الببر السومطري". مؤسسة الببر. مؤرشف من الأصل في 2013-12-31.
- ببر سومطري أسير بدين (388 رطل) (153 كيلوغرام) في حديقة الحيوانات الوطنية (الولايات المتحدة)
- إندونيسيا تتسابق للقبض على الببر حياً بينما يهدد القرويين «بقتل الوحش»